# Bizonnes
Bizonnes település Franciaországban, Isère megyében. Lakosainak száma 1028 fő (2022. január 1.). Bizonnes Belmont, Châbons, Eydoche, Longechenal, Montrevel és Saint-Didier-de-Bizonnes községekkel határos.

## Népesség
A település népességének változása:
| Lakosok száma | 564  | 609  | 623  | 677  | 893  | 926  | 963  | 991  | 1005 | 1028 |
|               | 1968 | 1982 | 1990 | 2006 | 2013 | 2015 | 2017 | 2019 | 2020 | 2022 |